# Tura (Egypten)
Tura (egyptisk arabiska: طرة) är ett distrikt (kism) i Kairo guvernement som ligger öster om Nilen, i södra utkanterna av Kairo mellan distrikten Maadi och Helwan. Folkmängden uppgår till cirka 110 000 invånare. 
Tura är mest känd som den ort i det forntida Egypten som var platsen för ett av Egyptens viktigaste stenbrott för kalksten. Kalkstenen användes vid byggandet av bland annat Pyramiderna i Giza cirka 15 kilometer därifrån. Kalksten från Tura var av en extra hög kvalitet, vit och med en slätare och hårdare struktur än annan kalksten, vilket gör att den lämpar sig till det yttre lagret av täcksten. Den kunde slipas och poleras så att pyramiderna därmed fick ett slätt och glänsande yttre. Stenbrottet i Tura var i stort sett horisontellt och stenlagret var enbart 0,8 till 1,5 meter tjockt, vilket gjorde det lätt att bryta stenen.
Tura var känd av de forntida egyptierna som Troyu eller Royu.
Platsen är idag beryktad för sitt fängelse, Istiqbal Tura (Tura prison), som är ett fängelse av högsta säkerhetsklassen, där bland andra Egyptens forne president Hosni Mubarak hölls internerad.